# Primera División (1943/1944)
Primera División 1943/1944 był trzynastym sezonem w najwyższej klasie rozgrywkowej Hiszpanii. Trwał on od 26 września 1943 do 9 kwietnia 1944. W sezonie udział wzięło 14 drużyn. Mistrzem kraju została Valencia CF.

## Tabela
| Legenda do tabeli              |
| Mistrz                         |
| Zdobywca Copa del Rey          |
| Spadkowicz do Segunda División |

| Miejsce | Klub                | Kolejka | Wygranych | Remisów | Przegranych | Gole strzelone | Gole stracone | Różnica | Punkty |
| ------- | ------------------- | ------- | --------- | ------- | ----------- | -------------- | ------------- | ------- | ------ |
| 1       | Valencia CF         | 26      | 18        | 4       | 4           | 73             | 32            | 41      | 40     |
| 2       | Atlético Madryt     | 26      | 15        | 4       | 7           | 66             | 49            | 17      | 34     |
| 3       | Sevilla FC          | 26      | 12        | 8       | 6           | 60             | 46            | 14      | 32     |
| 4       | Real Oviedo         | 26      | 12        | 5       | 9           | 71             | 47            | 24      | 29     |
| 5       | CD Castellón        | 26      | 13        | 3       | 10          | 42             | 36            | 6       | 29     |
| 6       | FC Barcelona        | 26      | 10        | 8       | 8           | 59             | 46            | 13      | 28     |
| 7       | Real Madryt         | 26      | 11        | 6       | 9           | 48             | 38            | 10      | 28     |
| 8       | Granada CF          | 26      | 9         | 8       | 9           | 41             | 46            | -5      | 26     |
| 9       | CE Sabadell         | 26      | 11        | 3       | 12          | 53             | 60            | -7      | 25     |
| 10      | Athletic Bilbao     | 26      | 10        | 5       | 11          | 47             | 51            | -4      | 25     |
| 11      | Espanyol Barcelona  | 26      | 9         | 5       | 12          | 42             | 50            | -8      | 23     |
| 12      | Deportivo La Coruña | 26      | 6         | 7       | 13          | 35             | 64            | -29     | 19     |
| 13      | Real Sociedad       | 26      | 5         | 7       | 14          | 34             | 54            | -20     | 17     |
| 14      | Celta Vigo          | 26      | 2         | 5       | 19          | 23             | 75            | -52     | 9      |

## Objaśnienia
- 1. - Valencia CF - mistrz

### Spadek
- Real Sociedad
- Celta Vigo

### Awans
- Sporting Gijón
- Real Murcia

### ZdobywcaTrofeo Pichichi
- Mundo - 28 goli - Valencia CF